# Moneron
L'île Moneron (en russe : Остров Монерон, Ostrov Moneron, en japonais : 海馬島, Kaibato, en aïnou : Todomoshiri) est une île rocheuse russe située en mer du Japon, dans le détroit de Tatarie et à 48 km de la côte sud-ouest de l'île de Sakhaline. Une partie de l'île est protégée par un parc naturel. On y trouve de nombreuses falaises descendant à pic dans la mer ainsi que quelques vestiges de chemins japonais.

## KAL 007
Le 1er septembre 1983, un Boeing 747 de la compagnie Korean Air faisant la liaison New York - Anchorage - Séoul, est abattu par un avion de chasse soviétique, l'avion s'écrase près de Moneron faisant plus de 260 morts.

## Étymologie
Cette île a été nommée ainsi en l'honneur de Paul Mérault Monneron, ingénieur en chef de l’expédition de La Pérouse qui a découvert l'île.

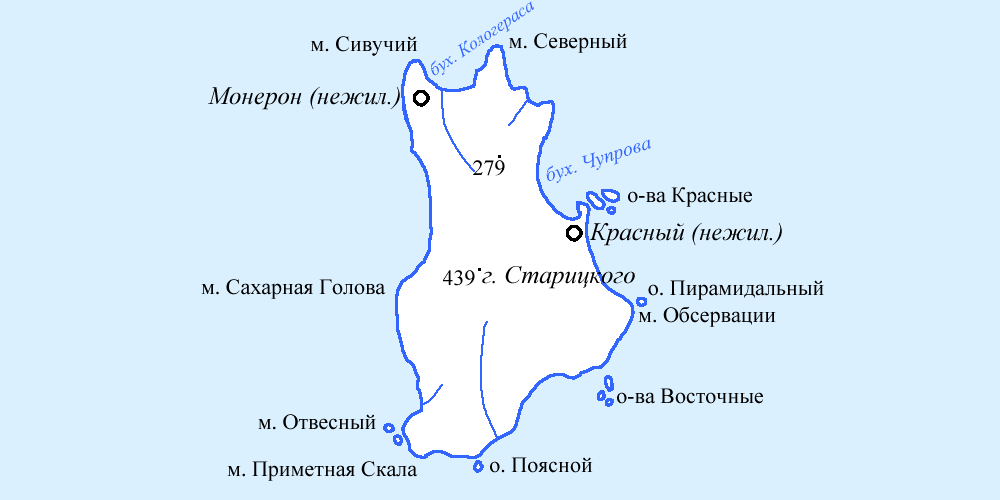
Carte de l'île

## Faune
La combinaison rare de courants sous-marins variés ainsi que l'influence du courant chaud de Tsouchimskoïe explique la forte présence de mollusques et de crustacés subtropicaux  ainsi que d'étoiles de mer, très présents dans les fonds marins entourant l'île. De nombreuses colonies d'oiseaux sont également observées sur l'île.

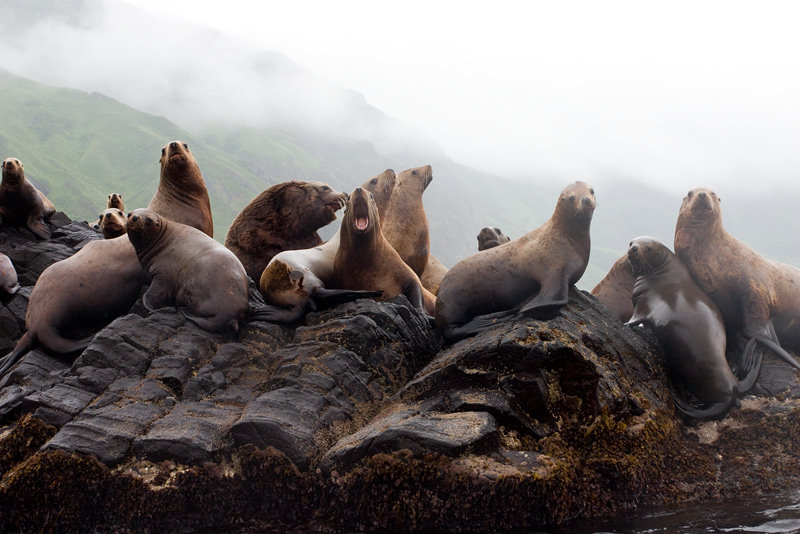
Lions de mer de Steller sur l'île Moneron.